# Brassaiopsis rufosetosa
Brassaiopsis rufosetosa är en araliaväxtart som först beskrevs av Henry Nicholas Ridley, och fick sitt nu gällande namn av Jebb. Brassaiopsis rufosetosa ingår i släktet Brassaiopsis och familjen Araliaceae. Inga underarter finns listade.